# Ny Carlsbergs 50 Aars Jubilæum
Ny Carlsbergs 50 Aars Jubilæum er en dansk virksomhedsfilm fra 1932 af 25 min varighed. Filmen er en dokumentarisk sort-hvid stumfilm om Ny Carlsbergs 50 års jubilæum d. 1. oktober 1932.

## Handling
Kransenedlæggelse ved Carl Jacobsens statue ved delegation med administrerende direktør Poul C. Poulsen i spidsen.
Lirekassemand spiller på Ny Carlsberg Vej, gæster på vej til Carlsberg Museum giver ham en skærv.
Carlsberg Museums direktion står opstillet parat til at modtage gratulanter. 
Carlsbergfondet og Ny Carlsbergfondets formænd modtages.
Repræsentanter fra Funktionærforeningen gratulerer.
Repræsentanter fra arbejderne (tillidsmændene) gratulerer.
Repræsentanter fra Formandsforeningen gratulerer og overrækker porcelænssøjle.
Repræsentanter fra Bryggeriarbejdernes Fagforening gratulerer.
Garagemester Hans Sørensen får overrakt en orden.
Gratulantgrupper fra De Samvirkende Købmænd, leverandører, repræsentant fra ølbeskatningen, forhandlerforeninger, Johannes Schmidt og S.P.L. Sørensen gratulerer.
Tuborgs direktion og bestyrelsesdelegation skåler for Carlsberg. Benny Dessau ses blandt de fremmødte.
Flere grupper og enkeltpersoner hilser på: Theodor Jessen, Jens Skou, frugt- og vildthandlere, hotel og restauratørforeninger, grossererforeningen, restauratører med blomsterkurve, ølhandlerforeninger og skytteforening.
Carlsbergs engelske repræsentant Mr. Milton gratulerer
Et vue over gavebordet med blomsterkurve.
Alle funktionærerne ankommer med kontorchef Torkil Wendelboe i spidsen, han taler på alles vegne, og der udråbes et leve.
Filmen er gennemset af Ulla Nymand, Carlsberg arkivet